# Little Marcel
Little Marcel est une marque française de mode vestimentaire connue pour ses tee-shirts multicolores et créée en 2005 par Lynda Leseigneur et Éric Schieven au Grau-du-Roi et exploitée par la société Aka.

## Histoire

### Débuts et ascension
La marque a été créée en 2005, au Grau-du-Roi, par Éric Schieven et Lynda Leseigneur, pour laquelle fut réalisé le premier modèle, un marcel noir et blanc sérigraphié d'une écriture d'enfant. Lancés à l'origine pour compléter l'offre des diverses marques de leur boutique Nikita au Grau-du-Roi, ces débardeurs se vendent rapidement à 10 000 exemplaires. L'année suivante, le débardeur s'orne de clous, de strass, de têtes à toto. Puis, Éric Schieven se lance dans le développement d'une gamme colorée qui deviendra l'image même de Little Marcel.
En 2011, la marque Little Marcel est présente dans plus de 1 200 boutiques multimarques en France, et se développe à l'étranger notamment en Suisse, Italie, Espagne et en Australie. Elle ambitionne de se positionner en concurrent des grandes marques de vêtement jeannerie comme G-star, Pepe Jeans ou Miss Sixty... Basée sur le rythme de deux collections par an, la marque a écoulé plus de 450 000 pièces en 2009, et en prévoit 900 000 à l'horizon 2011. L'usine se trouve à Aigues-Mortes.
Avec deux décisions en 2011 et 2012, confirmées en 2014, la justice condamne Little Marcel en faveur de Sonia Rykiel pour concurrence déloyale et parasitisme économique. 

### Difficultés économiques
En juin 2015, la société Kls exploitante de la marque Little Marcel obtient le régime de la sauvegarde. 
Le 26 juillet 2015, la sauvegarde est convertie en redressement judiciaire. 
Le 13 novembre 2015, est signé un plan de cession, 80 sur 120 collaborateurs sont licenciés et la majeure partie des boutiques est fermée.
Une nouvelle structure appelé Aka est créée.
Le 9 février 2016, l'ancienne structure est en liquidation judiciaire.

### Depuis 2017
La marque affirme cependant avoir redressé la barre en 2017.

### Incendie
Le 5 juillet 2020, le site d'Aigues-Mortes subit un important incendie (la fumée est visible à plusieurs dizaines de kilomètres) sur un hangar de 4 000 m2.  Le bâtiment est totalement embrasé,.

## Identité visuelle
L'image de la marque repose sur deux motifs et l'inscription « Little Marcel » dans une écriture enfantine.
- Esprit marin, en bicolore dans la tradition marinière en bleu et blanc, dans l'esprit de Jean-Paul Gaultier.
- Rayures multicolores aux teintes acidulées sur fond noir et blanc, dans l'esprit des rayures de Sonia Rykiel. Ce motif se décline à l'infini et représente 40 % des ventes en 2011 (la moitié étant encore assurée par le style marin original)[12].

## Produits

### Lignes de vêtements
Partie d'un modèle de débardeur, la marque décline aujourd'hui plus de 200 produits, du tee-shirt à la robe en passant par les sous-vêtements, les maillots et les serviettes de bain. Les rayures multicolores restent le motif phare de la marque. Mais les gammes hommes et femmes évoluent et s'élargissent sur des modèles originaux. Les textiles utilisés sont le coton, la laine, le cachemire, la soie, le lin, le voile de coton et le Lyocell, des mélanges de matières naturelles. Little Marcel s'adresse à un public large et habille depuis peu les enfants.
- Le Petit Marcel : ligne créée fin 2007 et destinée aux enfants de 2 à 12 ans (t-shirt, débardeurs, écharpes, bonnets...)
- Little Marcel Golf : mise sur un style chic mais moderne. Arnaud Gabellon, Anthony Maubanc et Émilien Chamaulte portent les couleurs de cette ligne.
- Grenier : cible une clientèle plus femme avec ses lignes sobres.
- Denim : gamme de jeans depuis l'été 2010.

### Autres produits
La marque Little Marcel se décline depuis 2007 dans de nouveaux produits. L'accessoire prend du poids dans les collections. Une licence a été donnée à un fabricant de maroquinerie, Sydel, pour développer une gamme de valises, bagages, parapluies, portefeuilles ou sacs à main. Ces produits assurent aujourd'hui 15 % des ventes de la marque dans les boutiques de jeannerie (magasins de vêtement indépendants)
- Accessoires : parapluie, porte monnaie, porte chéquier, chaussures, écharpes, gants, serviettes de bain, housse de téléphone...
- Bagagerie : valise, vanity, sacs de voyage.
- Papeterie et fournitures scolaires (licence Clairefontaine-Rhodia[16]) : trousses, cartable, sacs à dos.
- Chaussures : chaussons, chaussures, tongs, sandales (Groupe ROYER).

### Sources
1. ↑  Sirene (registre national des sociétés).
2. ↑  Sirene (registre national des sociétés).
3. ↑  « AKA (AIGUES MORTES) Chiffre d'affaires, résultat, bilans sur SOCIETE.COM - 813773926 », sur www.societe.com (consulté le 23 février 2019)
4. ↑  « Une success-story à la française », Le journal du net (consulté le 20 octobre 2011)
5. ↑  « Argent pratique », Le Républicain lorrain, 2011 (consulté le 20 octobre 2011)
6. 1 2  Stéphanie Santerre, « Little Marcel deviendra grand en Europe », Fashion daily news,‎ 12 avril 2011 (lire en ligne)
7. ↑  « Little Marcel licencie les deux tiers de ses salariés », sur Europe 1 (consulté le 23 février 2019).
8. ↑  Little Marcel se recentre sur le Sud et se sépare de deux tiers de ses effectifs, Hubert Vialatte, Les Échos, 8 novembre 2015.
9. ↑  « Mode : Little Marcel redresse la barre et réinvente son modèle », sur lesechos.fr (consulté le 23 février 2019)
10. ↑  « Gard : un entrepôt de 4000m² part en fumée à Aigues-Mortes », sur France 3 Occitanie (consulté le 5 juillet 2020).
11. ↑  « [VIDEO] Gard : un feu ravage un hangar de 4 000 m2 à Aigues-Mortes, une vingtaine de maisons évacuées », sur midilibre.fr (consulté le 5 juillet 2020).
12. 1 2  Le Journal du Net
13. ↑  « Mode guide shoping tendance plage dessus maillot little marcel », Elle, 2011 (consulté le 20 octobre 2011)
14. ↑  « Robe pull Little Marcel », Elle, 2011 (consulté le 20 octobre 2011)
15. ↑  Actukids
16. ↑  « Le papier n'est pas le coupable », L'Écho des papetiers,‎ 8 octobre 2011